# Карли Форчън
Карли Форчън (на английски: Carley Fortune) е канадска журналистка и писателка на произведения в жанра социална драма и любовен роман.

## Биография и творчество
Карли Форчън е родена през 1985 г. в Торонто, Канада. Прекарва ранните си години в предградията на Сидни, Австралия. Когато е в четвърти клас, семейството ѝ се връща в Канада, в малкото градче Барис Бей в провинция Онтарио. През 2006 г. получава бакалавърска степен по журналистика от университета „Райърсън“ в Торонто. След дипломирането си работи като журналист и редактор в различни канадски издания, включително The Globe and Mail, Chatelaine, Toronto Life и The Grid. Била е и главен редактор на канадската версия на Refinery29 – медийна платформа за млади жени. Започва да пише художествена литература след раждането на втория си син.
Дебютният ѝ роман „Всяко лято след това“ е публикуван през 2022 г. Главната героиня Персефона е успешен журналист и живее в стилен апартамент в големия град, заобиколена от приятели. Но над 10 години живее със спомена за любовта и момчето, което е загубила, с носталгията по младостта от някогашните ѝ 13 години. Докато неочаквано получава обаждане, което я връща обратно към онзи минал свят и ѝ дава възможност да поправи грешките си. Романът става бестселър № 1 в списъка на „Ню Йорк Таймс“ и я прави известна.
Вторият ѝ роман, „Срещни ме при езерото“ е публикуван през май 2023 г. и също става № 1 в списъка с бестселъри на „Ню Йорк Таймс“. Правата за екранизацията му са взети от компанията на Меган и Хари – „Арчиуел“.
Карли Форчън живее със семейството си в Торонто.

## Произведения

### Самостоятелни романи
- Every Summer After (2022)[1][2][3][5]
Всяко лято след това, изд.: „Сиела“, София (2023), прев. Марианна Панова
- Meet Me at the Lake (2023)
- This Summer Will Be Different (2024)